# Thunderball (album)
| Recensione             | Giudizio |
| ---------------------- | -------- |
| AllMusic               |          |
| Encyclopaedia Metallum | 68/100   |
| Truemetal.it           | 70/100   |

Thunderball è un album pubblicato dalla band heavy metal tedesca U.D.O. nel 2004.
Il batterista Lorenzo Milani è stato sostituito dal nuovo componente Francesco Jovino.

## Tracce
1. "Thunderball"
2. "The Arbiter"
3. "Pull The Trigger"
4. "Fistful Of Anger"
5. "The Land Of Midnight Sun"
6. "Hell Bites Back"
7. "Trainride In Russia"
8. "The Bullet And The Bomb"
9. "The Magic Mirror"
10. "Borderline" - bonus track dell'edizione giapponese
11. "Tough Luck II"
12. "Blind Eyes"
13. "Hardcore Lover" - bonus track del digipak
14. "Blind Eyes (videoclip)" - bonus track del digipak

## Formazione
- Udo Dirkschneider: voce
- Stefan Kaufmann: chitarra
- Igor Gianola: chitarra
- Fitty Wienhold: basso
- Francesco Jovino: batteria